# Plaza de San Martín (Madrid)
La plaza de San Martín es un espacio público de la ciudad de Madrid, en el barrio de Sol del distrito Centro de la capital de España. Confluyen en su perímetro el antiguo Postigo de San Martín y las calles de San Martín, Trujillos, Flora, Hileras y la plaza de las Descalzas. Toma su nombre del desaparecido convento de San Martín, fundado en el siglo xiii como núcleo del arrabal de San Martín.

## Historia

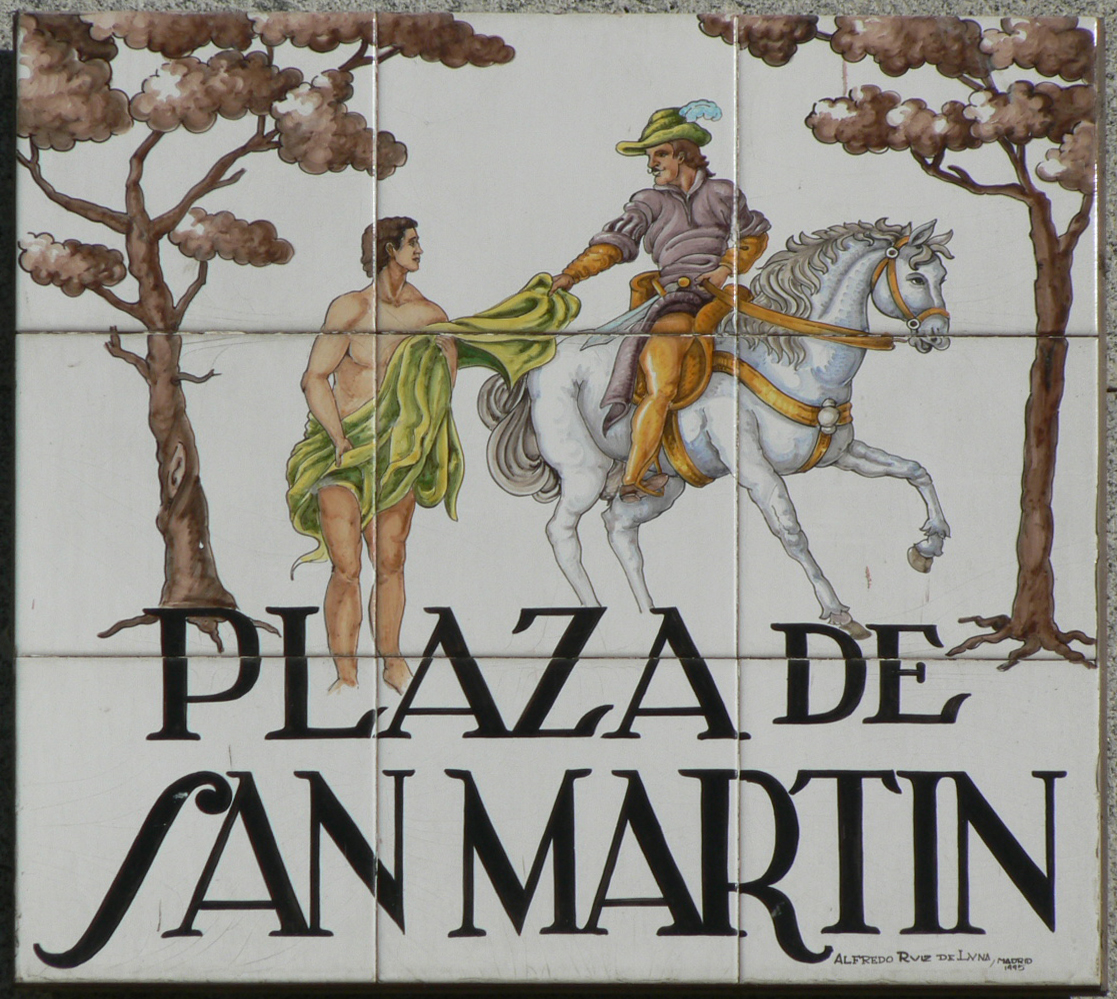
Azulejo del callejero del antiguo

En su origen se llamaba subida a San Martín a este espacio del arrabal, situado en un costado del desaparecido convento. También tuvo durante unos años el nombre de plaza del Puente de Alcolea. Aparece sin nombre en el plano de Teixeira (1656) y con el de plaza de San Martín en el plano de Espinosa (1769).
Tanto el edificio generador de la plaza, el mencionado convento de San Martín, como su iglesia, permanecieron en pie hasta el siglo xix. El templo fue derribado durante la ocupación francesa y el convento se demolió a raíz de la Revolución de 1868. Antes de ello, el primitivo monasterio de extramuros, tras su Desamortización alojó sucesivamente parte del Gobierno Civil que daba puertas a la calle del Arenal, a la Diputación provincial, a la Dirección general del cuerpo de Sanidad militar, al Consejo de sanidad del reino, y en sus dependencias auxiliares, el cuartel de la Guardia civil. Una vez demolido, se construyó en el solar uno de los primeros edificios de la Caja de Ahorros y Monte de Piedad de Madrid (más tarde Fundación Montemadrid), junto con el parejo de las Descalzas.
Pedro de Répide describe la iglesia de San Martín «avanzando hacia el postigo del mismo nombre y dejando encuadrada la plaza de las Descalzas», ocupando entonces el espacio que luego se convirtió en plaza al desaparecer el templo. La primera iglesia fue reedificada hacia 1600 por Gaspar Ordóñez, y como se ha apuntado, demolida por los franceses en el inicio del siglo xix, pasando la administración de la parroquia al convento e iglesia de Portacoeli, y la imaginería a San Ginés, en la vecina calle del Arenal.
Adorna la plaza una estatua obra de Medardo Sanmartí, dedicada a Joaquín Vizcaíno, marqués viudo de Pontejos, fundador en 1838 del emporio de las Cajas madrileñas.

## Arquitectura

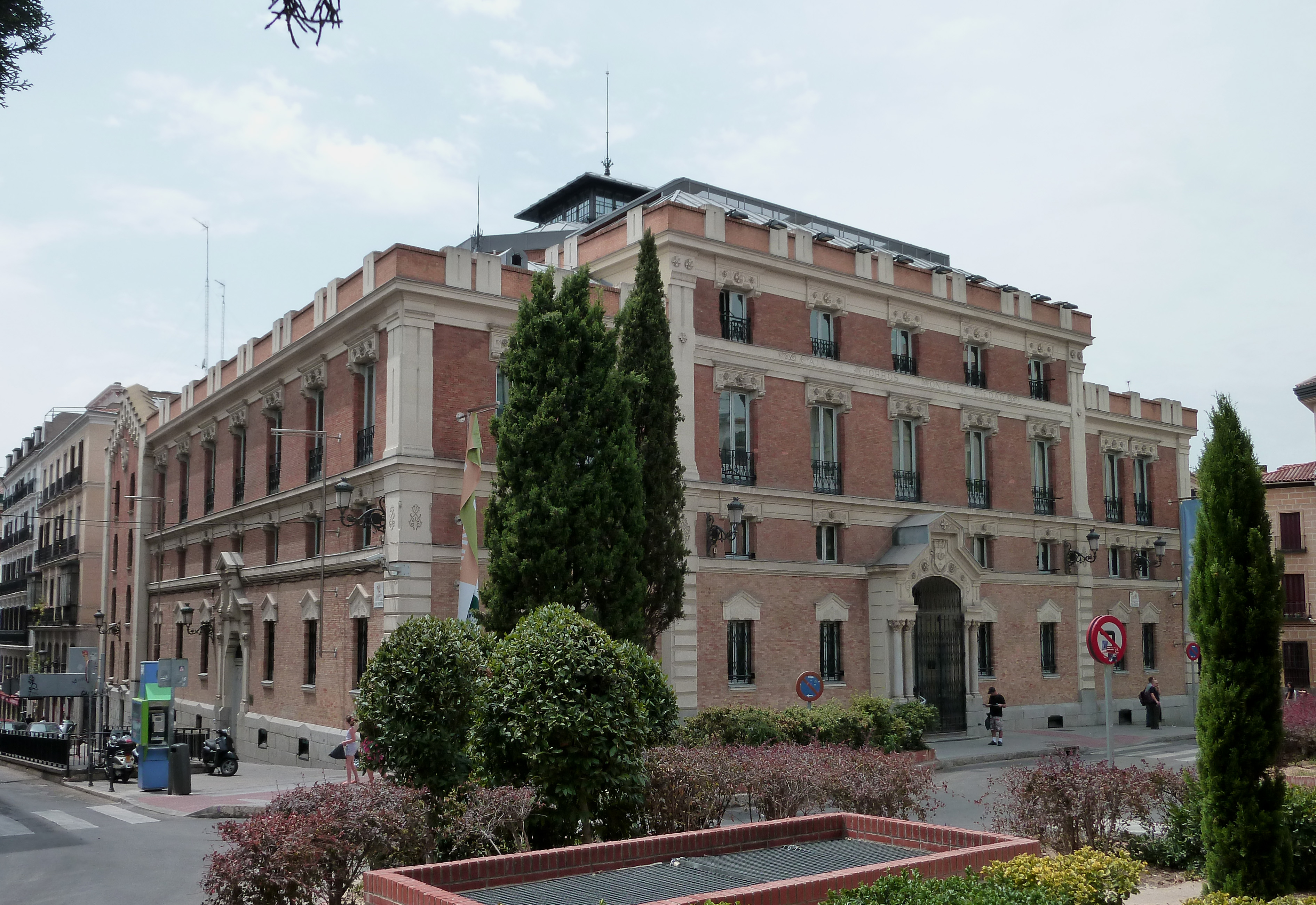
La casa de las Alhajas, desde el ángulo este, en 2011

Se conservan en el perímetro de la plaza singulares edificaciones, entre ellas: 
- En el n.º 1, la llamada casa de las Alhajas, proyectado en 1870 por Fernando Arbós y José María Aguilar Vela, y construido entre 1870 y 1875, y tradicionalmente inmueble de la Caja de Ahorros y Monte de Piedad de Madrid.[11] El cuerpo del edificio tiene fachadas asimismo en el número 18 de la calle de las Hileras, y en el número 5 de la calle de San Martín.
- En el número 4, la casa-palacio de Isla Fernández, construido en 1850 por Manuel Heredia y Tejada, y reformado diez años después por Manuel Martínez Puchol. Alberga la sede de CEIE (Centro de Educación Superior de Enseñanza e Investigación Educativa), adscrito a la Universidad Camilo José Cela.[12]
- A su derecha, con el número 5, el también decimonónico Hotel Palacio San Martín, construido en 1883 y renovado en 2002.

## Librería cervantina
En el chaflán que forma el número 3 de la plaza, se encuentra la librería para bibliófilos fundada en 1947 por el librero y cervantista Luis Bardón López (1908-1964), y decana del Gremio Madrileño de Libreros de Viejo. La librería, que cuenta con un fondo de 50.000 ejemplares, es gestionada actualmente por las nietas del fundador. La librería llegó a vender una primera edición del Quijote.